# Trolleybus de Nice
Le trolleybus de Nice était un réseau de transports en commun de la ville de Nice. Le réseau de trolleybus est mis en service en 1942 et fonctionne jusqu'en 1970.